# Taggasta
Taggasta fou una ciutat de l'Imperi Hitita, al nord d'Hattusa, que fou saquejada pels kashka després del 1400 aC sota el regnat d'Arnuwandas I.
Vers el 1300 aC estava en mans dels kashka de la ciutat de Pishuru, hegemonica entre les del poble kashka.